# Oceanisch kampioenschap voetbal 2024
Het Oceanisch kampioenschap voetbal 2024 of OFC Nations Cup 2024 was de elfde editie van het Oceanisch kampioenschap voetbal georganiseerd door de Oceania Football Confederation (OFC). Het toernooi werd gehouden van 15 tot en met 30 juni 2024 in Vanuatu. Nieuw-Zeeland won het toernooi.
Het is acht jaar na het vorige toernooi, omdat de editie van 2020 werd gecanceld door de coronapandemie.

## Kwalificatie
Het kwalificatietoernooi werd gespeeld van 20 tot en met 26 maart 2024 in Tonga. Drie landen namen deel aan deze kwalificatie. Het gaat om de drie laagst geklasseerde landen van de OFC op de FIFA-wereldranglijst van december 2023. Van de OFC-leden deed er één helemaal niet mee, dat was Amerikaans Samoa.

### Eindstand
| Pos | Team         | Wed | W | G | V | Ptn | DV | DT | +/− | Kwalificatie  |     | Vlag van Samoa | Vlag van Cookeilanden | Vlag van Tonga |
| --- | ------------ | --- | - | - | - | --- | -- | -- | --- | ------------- | --- | -------------- | --------------------- | -------------- |
| 1   | Samoa        | 2   | 2 | 0 | 0 | 6   | 5  | 1  | +4  | Hoofdtoernooi |     | —              | 1–0                   | —              |
| 2   | Cookeilanden | 2   | 1 | 0 | 1 | 3   | 1  | 1  | 0   |               |     | —              | —                     | 1–0            |
| 3   | Tonga        | 2   | 0 | 0 | 2 | 0   | 1  | 5  | −4  |               | 1–4 | —              | —                     |                |

### Wedstrijden
|                                                 |            |         |                                                 |                                                                                        |
| 20 maart 2024 «onderlinge duels» 14:00 (UTC+13) | Tonga      | 1 – 4   | Samoa                                           | Teufaiva Sportstadion, Nuku'alofa Toeschouwers: 500 Scheidsrechter: Luke Gardner (NZL) |
| 20 maart 2024 «onderlinge duels» 14:00 (UTC+13) | Kite 90+5' | Verslag | 11' (pen.) Tumua 45+1', 60' Viliamu 89' Stowers | Teufaiva Sportstadion, Nuku'alofa Toeschouwers: 500 Scheidsrechter: Luke Gardner (NZL) |

|                                                 |             |         |              |                                                                                     |
| 23 maart 2024 «onderlinge duels» 11:00 (UTC+13) | Samoa       | 1 – 0   | Cookeilanden | Teufaiva Sportstadion, Nuku'alofa Toeschouwers: 300 Scheidsrechter: Pari Oito (TAH) |
| 23 maart 2024 «onderlinge duels» 11:00 (UTC+13) | Taualai 88' | Verslag |              | Teufaiva Sportstadion, Nuku'alofa Toeschouwers: 300 Scheidsrechter: Pari Oito (TAH) |

|                                                 |              |         |       |                                                                                           |
| 26 maart 2024 «onderlinge duels» 14:00 (UTC+13) | Cookeilanden | 1 – 0   | Tonga | Teufaiva Sportstadion, Nuku'alofa Toeschouwers: 500 Scheidsrechter: Laurie Fairamoa (SOL) |
| 26 maart 2024 «onderlinge duels» 14:00 (UTC+13) | Saghabi 38'  | Verslag |       | Teufaiva Sportstadion, Nuku'alofa Toeschouwers: 500 Scheidsrechter: Laurie Fairamoa (SOL) |

## Groepsfase

### Groep A
| Pos | Team             | Wed | W | G | V | Ptn | DV | DT | +/− | Kwalificatie   |
| --- | ---------------- | --- | - | - | - | --- | -- | -- | --- | -------------- |
| 1   | Nieuw-Zeeland    | 2   | 2 | 0 | 0 | 6   | 7  | 0  | +7  | Halve finale   |
| 2   | Vanuatu          | 2   | 1 | 0 | 1 | 3   | 1  | 4  | −3  | Halve finale   |
| 3   | Salomonseilanden | 2   | 0 | 0 | 2 | 0   | 0  | 4  | −4  |                |
| 4   | Nieuw-Caledonië  | 0   | 0 | 0 | 0 | 0   | 0  | 0  | 0   | Teruggetrokken |

|                                                |                  |         |            |                                                                                    |
| 15 juni 2024 «onderlinge duels» 15:00 (UTC+11) | Salomonseilanden | 0 – 1   | Vanuatu    | Freshwater Stadium, Port Vila Toeschouwers: 5.000 Scheidsrechter: Veer Singh (FIJ) |
| 15 juni 2024 «onderlinge duels» 15:00 (UTC+11) |                  | Verslag | 72' Tangis | Freshwater Stadium, Port Vila Toeschouwers: 5.000 Scheidsrechter: Veer Singh (FIJ) |

|                                                |               |          |                 |                               |
| 15 juni 2024 «onderlinge duels» 12:00 (UTC+11) | Nieuw-Zeeland | Afgelast | Nieuw-Caledonië | Freshwater Stadium, Port Vila |
| 15 juni 2024 «onderlinge duels» 12:00 (UTC+11) | Verslag       |          |                 | Freshwater Stadium, Port Vila |

|                                                |                                 |         |                  |                                                                                          |
| 18 juni 2024 «onderlinge duels» 15:00 (UTC+11) | Nieuw-Zeeland                   | 3 – 0   | Salomonseilanden | Freshwater Stadium, Port Vila Toeschouwers: 3.000 Scheidsrechter: David Yareboinen (PNG) |
| 18 juni 2024 «onderlinge duels» 15:00 (UTC+11) | Waine 6', 11' Barbarouses 45+4' | Verslag |                  | Freshwater Stadium, Port Vila Toeschouwers: 3.000 Scheidsrechter: David Yareboinen (PNG) |

|                                                |         |          |                 |                               |
| 18 juni 2024 «onderlinge duels» 15:00 (UTC+11) | Vanuatu | Afgelast | Nieuw-Caledonië | Freshwater Stadium, Port Vila |
| 18 juni 2024 «onderlinge duels» 15:00 (UTC+11) | Verslag |          |                 | Freshwater Stadium, Port Vila |

|                                                |         |         |                                             |                                                                                    |
| 21 juni 2024 «onderlinge duels» 15:00 (UTC+11) | Vanuatu | 0 – 4   | Nieuw-Zeeland                               | Freshwater Stadium, Port Vila Toeschouwers: 7.200 Scheidsrechter: Veer Singh (FIJ) |
| 21 juni 2024 «onderlinge duels» 15:00 (UTC+11) |         | Verslag | 10' Mata 27' (e.d.) Kaltak 63' Just 78' Old | Freshwater Stadium, Port Vila Toeschouwers: 7.200 Scheidsrechter: Veer Singh (FIJ) |

|                                                |                 |          |                  |                               |
| 21 juni 2024 «onderlinge duels» 12:00 (UTC+11) | Nieuw-Caledonië | Afgelast | Salomonseilanden | Freshwater Stadium, Port Vila |
| 21 juni 2024 «onderlinge duels» 12:00 (UTC+11) | Verslag         |          |                  | Freshwater Stadium, Port Vila |

### Groep B
| Pos | Team                | Wed | W | G | V | Ptn | DV | DT | +/− | Kwalificatie |
| --- | ------------------- | --- | - | - | - | --- | -- | -- | --- | ------------ |
| 1   | Fiji                | 3   | 3 | 0 | 0 | 9   | 15 | 2  | +13 | Halve finale |
| 2   | Tahiti              | 3   | 1 | 1 | 1 | 4   | 3  | 2  | +1  | Halve finale |
| 3   | Papoea-Nieuw-Guinea | 3   | 1 | 1 | 1 | 4   | 4  | 7  | −3  |              |
| 4   | Samoa               | 3   | 0 | 0 | 3 | 0   | 2  | 13 | −11 |              |

|                                                |                            |         |       |                                                                                          |
| 16 juni 2024 «onderlinge duels» 13:00 (UTC+12) | Tahiti                     | 2 – 0   | Samoa | Luganville Voetbalstadion, Luganville Toeschouwers: 500 Scheidsrechter: Ben Aukwai (SOL) |
| 16 juni 2024 «onderlinge duels» 13:00 (UTC+12) | Degrumelle 4' T. Tehau 28' | Verslag |       | Luganville Voetbalstadion, Luganville Toeschouwers: 500 Scheidsrechter: Ben Aukwai (SOL) |

|                                                |                     |         |                                                          |                                                                                             |
| 16 juni 2024 «onderlinge duels» 16:00 (UTC+12) | Papoea-Nieuw-Guinea | 1 – 5   | Fiji                                                     | Luganville Voetbalstadion, Luganville Toeschouwers: 1.700 Scheidsrechter: Calvin Berg (NZL) |
| 16 juni 2024 «onderlinge duels» 16:00 (UTC+12) | Semmy 88'           | Verslag | 2' Begg 43', 52' Dunn 55' (e.d.) A. Komolong 64' Krishna | Luganville Voetbalstadion, Luganville Toeschouwers: 1.700 Scheidsrechter: Calvin Berg (NZL) |

|                                                |               |         |                                                                                                   |                                                                                             |
| 19 juni 2024 «onderlinge duels» 16:00 (UTC+12) | Samoa         | 1 – 9   | Fiji                                                                                              | Luganville Voetbalstadion, Luganville Toeschouwers: 1.300 Scheidsrechter: Calvin Berg (NZL) |
| 19 juni 2024 «onderlinge duels» 16:00 (UTC+12) | Salisbury 47' | Verslag | 3', 61' Hughes 38' Dunn 45+3' (pen.), 53' (pen.) Krishna 64' Baravilala 67' Begg 83', 89' Dogalau | Luganville Voetbalstadion, Luganville Toeschouwers: 1.300 Scheidsrechter: Calvin Berg (NZL) |

|                                                |                     |         |                | |
| 19 juni 2024 «onderlinge duels» 19:00 (UTC+12) | Papoea-Nieuw-Guinea | 1 – 1   | Tahiti         | Luganville Voetbalstadion, Luganville Toeschouwers: 500 Scheidsrechter: Campbell-Kirk Kawana-Waugh (NZL) |
| 19 juni 2024 «onderlinge duels» 19:00 (UTC+12) | Paul 25'            | Verslag | 15' Degrumelle | Luganville Voetbalstadion, Luganville Toeschouwers: 500 Scheidsrechter: Campbell-Kirk Kawana-Waugh (NZL) |

|                                                |                    |         |        | |
| 22 juni 2024 «onderlinge duels» 16:00 (UTC+12) | Fiji               | 1 – 0   | Tahiti | Luganville Voetbalstadion, Luganville Toeschouwers: 1.500 Scheidsrechter: Campbell-Kirk Kawana-Waugh (NZL) |
| 22 juni 2024 «onderlinge duels» 16:00 (UTC+12) | Krishna 26' (pen.) | Verslag |        | Luganville Voetbalstadion, Luganville Toeschouwers: 1.500 Scheidsrechter: Campbell-Kirk Kawana-Waugh (NZL) |

|                                                |             |         |                     |                                                                                          |
| 22 juni 2024 «onderlinge duels» 19:00 (UTC+12) | Samoa       | 1 – 2   | Papoea-Nieuw-Guinea | Luganville Voetbalstadion, Luganville Toeschouwers: 500 Scheidsrechter: Ben Aukwai (SOL) |
| 22 juni 2024 «onderlinge duels» 19:00 (UTC+12) | Trainor 67' | Verslag | 26' Semmy 47' Kepo  | Luganville Voetbalstadion, Luganville Toeschouwers: 500 Scheidsrechter: Ben Aukwai (SOL) |

## Knock-outfase
|  | Halve finale         | Halve finale |                     |   | Finale | Finale |
|  |                      |              |                     |   |        |        |
|  | 27 juni – Port Vila  |              |                     |   |        |        |
|  |                      |              |                     |   |        |        |
|  | Nieuw-Zeeland        | 5            |                     |   |        |        |
|  | Nieuw-Zeeland        | 5            | 30 juni – Port Vila |   |        |        |
|  | Tahiti               | 0            |                     |   |        |        |
|  | Tahiti               | 0            | Nieuw-Zeeland       | 3 |        |        |
|  | 27 juni – Luganville |              | Nieuw-Zeeland       | 3 |        |        |
|  |                      | Vanuatu      | 0                   |   |        |        |
|  | Fiji                 | Vanuatu      | 0                   | 1 |        |        |
|  | Fiji                 |              |                     | 1 |        |        |
|  | Vanuatu              | 2            |                     |   |        |        |
|  | Vanuatu              | 2            | Troostfinale        |   |        |        |
|  |                      |              |                     |   |        |        |
|  | 30 juni – Port Vila  |              |                     |   |        |        |
|  |                      |              |                     |   |        |        |
|  | Fiji                 | 1            |                     |   |        |        |
|  | Fiji                 | 1            |                     |   |        |        |
|  | Tahiti               | 2            |                     |   |        |        |

### Halve finale
|                                                |                                                 |         |        |                                                                                    |
| 27 juni 2024 «onderlinge duels» 11:00 (UTC+11) | Nieuw-Zeeland                                   | 5 – 0   | Tahiti | Freshwater Stadium, Port Vila Toeschouwers: 2.000 Scheidsrechter: Veer Singh (FIJ) |
| 27 juni 2024 «onderlinge duels» 11:00 (UTC+11) | Surman 7' Waine 45', 53' Barbarouses 45+3', 72' | Verslag |        | Freshwater Stadium, Port Vila Toeschouwers: 2.000 Scheidsrechter: Veer Singh (FIJ) |

|                                                |              |         |                           | |
| 27 juni 2024 «onderlinge duels» 15:00 (UTC+11) | Fiji         | 1 – 2   | Vanuatu                   | Freshwater Stadium, Port Vila Toeschouwers: 2.400 Scheidsrechter: Campbell-Kirk Kawana-Waugh (NZL) |
| 27 juni 2024 «onderlinge duels» 15:00 (UTC+11) | Cavulagi 46' | Verslag | 12' Spokeyjack 56' Thomas | Freshwater Stadium, Port Vila Toeschouwers: 2.400 Scheidsrechter: Campbell-Kirk Kawana-Waugh (NZL) |

### Troostfinale
|                                                |                   |         |             | |
| 30 juni 2024 «onderlinge duels» 11:00 (UTC+11) | Tahiti            | 2 – 1   | Fiji        | Freshwater Stadium, Port Vila Toeschouwers: 3.000 Scheidsrechter: Campbell-Kirk Kawana-Waugh (NZL) |
| 30 juni 2024 «onderlinge duels» 11:00 (UTC+11) | T. Tehau 72', 83' | Verslag | 58' Krishna | Freshwater Stadium, Port Vila Toeschouwers: 3.000 Scheidsrechter: Campbell-Kirk Kawana-Waugh (NZL) |

### Finale
|                                                |                                    |         |         |                                                                |
| 30 juni 2024 «onderlinge duels» 15:00 (UTC+11) | Nieuw-Zeeland                      | 3 – 0   | Vanuatu | Freshwater Stadium, Port Vila Scheidsrechter: Ben Aukwai (SOL) |
| 30 juni 2024 «onderlinge duels» 15:00 (UTC+11) | Howieson 2' Randall 83' Mata 90+3' | Verslag |         | Freshwater Stadium, Port Vila Scheidsrechter: Ben Aukwai (SOL) |